# فرانکو ماتیکیو
فرانکو ماتیکیو (۱۹۷۹ ورزه) تصویرگر و نقاش ایتالیایی است. کارش را سال ۱۹۷۹ با تصویرسازی برای صفحه سوم روزنامه کوریره دلا سرا، شروع کرد.

## کارها
- تیتراژ فیلم مونستر، روبرتو بنینی، ۱۹۹۴

## جایزه‌ها
- سال ۱۹۸۸ جایزه اول سازمان ملل، مسابقه «کارتونیست‌ها علیه مواد مخدر»
- سال ۱۹۹۹ طراحی جلد مجله نیویورکر